# Gymnapogon urospilotus
Gymnapogon urospilotus är en fiskart som beskrevs av Lachner, 1953. Gymnapogon urospilotus ingår i släktet Gymnapogon och familjen Apogonidae. Inga underarter finns listade i Catalogue of Life.